# Los Angeles Film Critics Association Awards 2002
28. ročník předávání cen asociace Los Angeles Film Critics Association se konal dne 15. prosince 2002 a udílel ocenění pro nejlepší filmařské počiny roku 2002.

## Vítězové

### Nejlepší film
1. O Schmidtovi
2. Daleko do nebe

### Nejlepší režisér
1. Pedro Almodóvar – Mluv s ní
2. Todd Haynes – Daleko od nebe

### Nejlepší scénář
1. Alexander Payne a Jim Taylor – O Schmidtovi
2. Charlie Kaufman – Adaptace

### Nejlepší herec v hlavní roli
1. Daniel Day-Lewis – Gangy New Yorku (remíza) Jack Nicholson – O Schmidtovi (remíza)

### Nejlepší herečka v hlavní roli
1. Julianne Moore – Daleko od nebe
2. Isabelle Huppert – Pianistka

### Nejlepší herec ve vedlejší roli
1. Chris Cooper – Adaptace
2. Christopher Walken – Chyť mě, když to dokážeš

### Nejlepší herečka ve vedlejší roli
1. Edie Falco – Sluneční země
2. Kathy Bates – O Schmidtovi

### Nejlepší dokument
1. The Cockettes
2. Bowling for Columbine

### Nejlepší cizojazyčný film
1. Mexická jízda – Alfonso Cuarón
2. Mluv s ní – Pedro Almodóvar

### Nejlepší animovaný film
1. Cesta do fantazie

### Nejlepší kamera
1. Edward Lachman – Daleko od nebe
2. Conrad L. Hall – Road to Perdition

### Nejlepší výprava
1. Gangy New Yorku
2. Daleko od nebe

### Nejlepší skladatel
1. Elmer Bernstein – Daleko od nebe
2. Philip Glass – Hodiny

### Ocenění Douglase Edwardse - Nejlepší video/nezávislý film
1. Michael Snow – Corpus Callosum
2. Kenneth Anger

### Ocenění pro novou generaci
- Lynne Ramsay – Morvern Callarová

### Kariérní ocenění
- Arthur Penn